# Верхне-Азъяльский
Верхне-Азъяльский (мар. Азъял кутыр) — хутор в Волжском районе Республики Марий Эл (Россия), в составе Сотнурского сельского поселения.

## География
Находится в 7,5 километрах по автодорогам к юго-востоку от центра поселения — села Сотнур; до Волжска — 60 км по автодорогам на юго-запад.

## История
Хутор образовался в 1926 году за счёт переселенцев из деревни Верхний Азъял. В 1932 году образован колхоз «Йошкар шудыр».
В 1960-е годы на хуторе проживало 120 человек в 35 дворах. Имелась конюшня, позже появились овцеферма и ферма-подкорм крупного рогатого скота, где работало население. Кроме того, в близлежащем лесном массиве собирали ягоды, грибы и орехи; занимались пчеловодством. До 1970 года действовала начальная школа, где училось до 35 детей. С середины 1970-х годов население стало вынуждено работать в гараже и на ферме соседней деревни Памашенер, так как хутор объявили неперспективным.
С первой половины 1970-х до 2000-х годов хутор относился к Петъяльскому сельсовету.

## Население
| 2002 | 2010 |
| ---- | ---- |
| 39   | ↘29  |

В 2002 году по данным текущего учёта в деревне проживало 36 человек в 17 дворах, согласно переписи — 39 человек (марийцы — 100 %). По переписи 2010 года — 29 человек (18 мужчин, 11 женщин).